# Limnee
Nella mitologia classica, Limnee o Limnea o Limniace o ancora Limnate è il nome di una ninfa.
Più precisamente si tratta di una  Naiade del fiume Gange: non è dunque una delle Limniadi, come il nome invece può far pensare. Sarebbe stata la madre del bellissimo Ati, partorito nelle acque del fiume e frutto della sua unione con un indiano di cui non è noto il nome: è da ritenere comunque che quest'ultimo fosse un nobile in quanto nelle Metamorfosi ovidiane si dice che Ati era solito adornarsi con monili in oro.
Il significato del suo nome è "coperta dalle acque".